# 天川真澄
天川 真澄（あまかわ ますみ、1968年12月1日 - ）は、日本の俳優。

## 来歴
「千早ふる 神代も聞かず 竜田川 からくれなゐに 水くくるとは」（在原業平）「嵐吹く 三室の山の もみぢ葉は 竜田の川の 錦なりけり」（能因法師)と唄われる紅葉で有名な奈良県斑鳩町出身。
1968年12月、そんな素晴らしい「大和」の地で、石綿(アスベスト)を扱う会社で働く父・治郎（享年52歳）、母・享子との間に次男として生まれる。幼い頃から、○○ごっこが好きで「太陽に吠えろ」や
「仮面ライダー」など当時人気のあったドラマ・ヒーロー物などになりきり、友達を連れては即興で遊んでいた。クリスマスに父が買ってきてくれた1/180という大きい「戦艦大和」のプラモデルを
作ったのをキッカケに「戦艦大和」に興味を持ち始める。
中学に入り吹奏楽部でホルンを3年間担当。それをキッカケにリコーダーを肌身離さずオモチャ代わりに吹くようになり、いつしかどんな曲も耳コピして吹くようになる。
16歳、高校に進学すると同時に、幼い頃から好きだった演じることを本物にしたく、役者の世界へすすむが、バイクと少林寺拳法に夢中になり、高校の3年間をほぼバイクのレースや少林寺拳法の大会などに費やす。
また、歌う事が好きな事もありLive活動ではボーカルを中心に活動する。
高校卒業後は、俳優業と共に報道に携わりVE(ビデオエンジニア)を経てENGカメラマンになり、普段経験することのない様々な現場を目の当たりにする。
大阪を拠点にしていた頃、劇団「新天地」の旗揚げに参加！年に2度の公演を中心に活動する。活動中、イベントなどの仕事も経験。王室公式行事(豊かな海作り大会)などにも携わる。
劇団当時に客演に来てくれたキャストから声が掛かり一つの舞台に立ったのを機に、映像の仕事に重きをおく。
2000年に、舟木一夫のミュージカル「アイラブ・ニューヨーク」の舞台に出演したタイミングで上京。俳優をやる目標として「幼い頃から好きだった戦艦大和に関する作品に必ず出演する」
そんな思いを抱きながら俳優業に携わり、その後その夢は叶う。
正社員、アルバイトなど携った仕事は多く、うどん屋から始まり、寿司屋・焼肉屋・パン屋などの飲食店や、ENGカメラマン・スチールカメラマン・何でも屋・葬儀屋・トラックドライバー・自動車関係・
カスタムバイク屋などを経験したことで、それぞれの分野でセミプロ級の腕前に達する。
そんな中でも車とバイクが好きで、特に車はアメリカ車、アメリカントラック、バイクはHARLEY-DAVIDSONを好む。そんな事もあり、現在でもそれらに関係する仕事に携わる事が多い。
趣味も多く、Live活動や、レーシング・カート、サバイバルゲーム、模型制作、カスタムバイク制作など多岐にわたる。

## 出演

### 映画
- あぶない刑事（1987年、東映 監督:長谷部安春）
- ブラックレイン（1989年、パラマウント映画 監督:リドリー・スコット）
- 男たちの大和/YAMATO（2005年、東映 監督:佐藤純彌） - 記者
- SPACE BATTLESHIP ヤマト（2010年、東宝 監督:山崎貴）
- やさしい手（2010年、監督:関根和美）
- ネムリユスリカ（2011年、ゴー・シネマ 監督:坂口香津美）
- 図書館戦争（2013年、東宝 監督:佐藤信介）
- 潜伏 SENPUKU（2013年、ミューズ・プランニング 監督:保坂延彦）
- 邂逅 KAIKOU（2016年、ミューズ・プランニング 監督:ジャッキー・ウー）
- グッドモーニングショー（2016年、東宝 監督:君塚良一）

### テレビドラマ
- HOTEL スペシャル2000秋「姉さんビックリ大事件です！？」（2000年9月28日、TBS）
- 火曜サスペンス劇場 救命救急センター（2000年、NTV）
- 金曜時代劇 柳生十兵衛七番勝負（2005年、NHK総合）
- 愛の劇場 結婚式へ行こう（2006年、TBS）
- 土曜ドラマ ハゲタカ（2007年、NHK総合）
- 月曜ゴールデン 弁護士 一之瀬凛子2（2010年、TBS）
- 実況される男 第9話（2016年、フジテレビ）
- コードネームミラージュ Episode07「信じル」（2017年、テレビ東京）

### テレビバラエティ
- 朝は楽しく!スマイルサプリメント（2004年‐2006年、テレビ東京）レギュラー出演
- たけしの健康エンターテインメント!みんなの家庭の医学（2012年、TBS）
- 中居正広の金曜日のスマたちへ スペシャル「ザ・ベストテン」（2013年、TBS）
- 水トク!美空ひばり没後25年「歌に生き歌に死ぬ」愛と悲しみの女王伝説（2014年、TBS）

### Vシネマ
- 実録・鯨道1 土佐游侠外伝 青春編（2000年、監督:市川徹） - 谷平
- 実録・鯨道2 土佐游侠外伝 抗争・完結編（2000年、監督:市川徹） - 谷平
- ファミリーレストラン（2006年、監督:金子大志）
- 真田くノ一忍法伝 かすみ7 因習の村を斬れ（2009年、監督:渡辺世紀） - 欣蔵
- 湾岸最速バトル＜スカイライン伝説＞（2009年、監督:大鶴義丹） - 小塚
- 極妻任狂道 極妻一代縄張り争い篇（2010年、監督:小渕アキラ） - 辻
- 女雀士ナナ（2013年、監督:小沼雄一）
- 凍牌〜裏レート麻雀闘牌録〜 シリーズ（2013年、監督:小沼雄一）
  - 凍牌〜裏レート麻雀闘牌録〜Vol.1（2013年）
  - 凍牌〜裏レート麻雀闘牌録〜Vol.2（2013年）
  - 凍牌〜裏レート麻雀闘牌録〜Vol.3（2013年）
  - 凍牌〜裏レート麻雀闘牌録〜Vol.4（2013年）
  - 凍牌〜裏レート麻雀闘牌録〜Vol.5（2013年）
  - 凍牌〜裏レート麻雀闘牌録〜Vol.6（2013年）
- むこうぶち シリーズ（2015年、監督:片岡修二）
  - むこうぶち11（2015年）
  - むこうぶち12（2016年）
  - むこうぶち13（2017年）
- 破門組（2015年、監督:金澤克次、監修:曽根晴美） - 伊藤
- 首領の道 Season2（2016年、監督:渋谷正一） - 三島組若頭→二代目三島組組長 須賀祐介

### 舞台
- 裸天国（1997年、演出:瀬川昌治）
- アイ・ラブ・ニューヨーク（2000年、座長:舟木一夫）

### 広告

#### CM
- NTT キャッチフォン（1990年）
- JR西日本（1990年）
- アサヒビール 大五郎（2005年）
- ミツカン かおりの蔵（2006年）